# مارتین اپیتس
مارتین اپیتس (آلمانی: Martin Opitz; ۲۳ دسامبر ۱۵۹۷ – ۲۰ اوت ۱۶۳۹) یک زبان‌شناس، و شاعر اهل آلمان بود.

## منابع

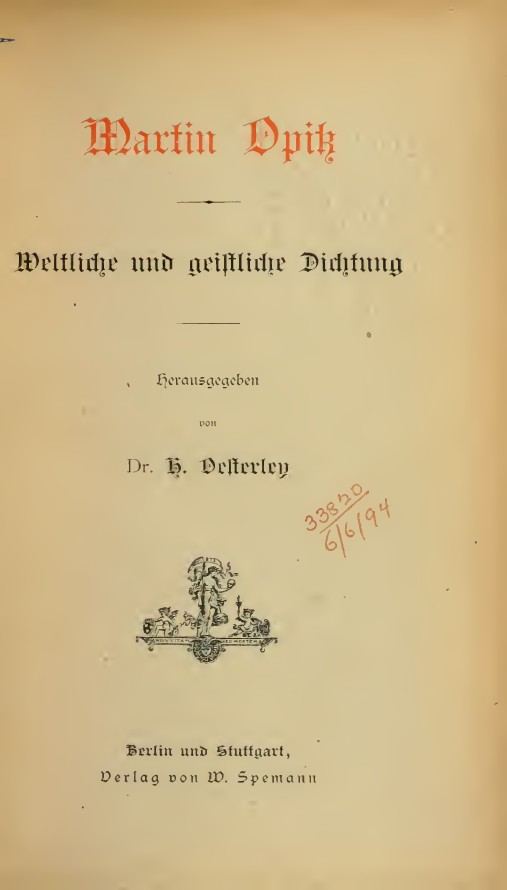
Weltliche und geistliche Dichtung (1888)